# Ligdamis II.
Ligdamis II. (grč. Λύγδαμις, lat. Lygdamis) je bio satrap Karije u službi Perzijskog Carstva tijekom druge polovice 5. stoljeća pr. Kr. Bio je sin Pisindelisa, odnosno unuk karijske vladarice Artemizije I. Zbog tiranije Ligdamisa II. u Halikarnasu, grčki povjesničar Herodot se oko 457. pr. Kr. preselio iz grada na otok Samos, dok je kasnije osobno sudjelovao u svrgavanju karijskog vladara.

## Poveznice
- Karija
- Halikarnas
- Herodot

## Vanjske poveznice
- Ligdamis (Lygdamis), AncientLibrary.com  Arhivirana inačica izvorne stranice od 10. listopada 2009. (Wayback Machine)
- David Pipes: „Herodot - otac povijesti, otac laži“ (Loyno.edu, PDF format)